# 다니엘스 (영화 감독)
다니엘스(영어: Daniels 대니얼스[*])는 미국의 영화 감독, 영화 각본가 듀오이다. 구성원은 대니얼 콴(영어: Daniel Kwan, 중국어 정체자: 關家永, 병음: Guān jiāyǒng)과 대니얼 샤이너트(Daniel Scheinert)이다. 두 사람은 에머슨 칼리지 동문으로, 학교에서부터 함께 활동했다. 뮤직비디오 감독으로 활동을 시작해 DJ 스네이크의 "Turn Down for What" 뮤직비디오 등을 연출했다. 2016년 장편 영화 데뷔작 《스위스 아미 맨》으로 업계에서 주목을 받기 시작했다. 2022년 영화 《에브리씽 에브리웨어 올 앳 원스》가 상업 및 비평면에서 대성공하면서 전 세계에 이름을 알렸다. 이어 2023년 제95회 아카데미상 시상식에서 작품·감독·각본상을 수상했다.

## 작품 목록

### 영화
| 연도 | 제목                                                | 연출 | 각본   | 제작   | 비고                     |
| ---- | --------------------------------------------------- | ---- | ------ | ------ | ------------------------ |
| 2007 | I'm Nostalgic                                       | 예   | 아니요 |        | 샤이너트 단독, 단편 영화 |
| 2008 | Trust                                               | 예   | 예     |        | 샤이너트 단독, 단편 영화 |
| 2009 | Swingers                                            |      |        |        | 단편 영화                |
| 2010 | Puppets                                             |      |        |        | 단편 영화                |
| 2011 | My Best Friend's Wedding/ My Best Friend's Sweating | 예   | 예     |        | 단편 영화                |
| 2014 | Possibilia                                          |      | 예     |        | 단편 영화                |
| 2016 | Interesting Ball                                    | 예   | 예     |        | 단편 영화                |
| 2016 | 스위스 아미 맨                                      | 예   | 예     | 아니요 |                          |
| 2019 | 더 데스 오브 딕 롱                                  | 예   | 아니요 | 예     | 샤이너트 단독            |
| 2022 | 에브리씽 에브리웨어 올 앳 원스                      | 예   | 예     | 예     |                          |